# Кліфф Торбурн
Клі́ффорд (Клі́фф) Ча́рльз Де́влін То́рбурн CM (англ. Clifford (Cliff) Charles Devlin Thorburn CM) - канадський колишній професіональний гравець у снукер. Народився в місті Вікторія (Канада).Торбурн - переможець чемпіонату світу зі снукеру (у 1980), дворазовий фіналіст цього турніру (1977 і 1983) і переможець багатьох інших професійних змагань. Він вважається першим неєвропейським гравцем, який завоював чемпіонський титул. За свій повільний, ґрунтовний стиль гри Кліфф отримав прізвисько «Шліфувальник». У 1983 за досягнення в снукері його нагородили Орденом Канади. Зараз Кліфф мешкає у рідному місті і грає в снукер на аматорських турнірах і турах для ветеранів.

## Кар'єра
Хоча Кліффорд став професіоналом у 1972 році, аж до 1977-го він не показував великих результатів.Зате на ЧС-1977 він пробився у фінал і тільки там, ведучи по ходу матчу 15:11  , Поступився Джону Спенсеру, 21:25. У 1980 він знову з'явився у фінальному матчі турніру і цього разу не упустив свій шанс. Канадець переміг Алекса Хіггінса, 18:16, і піднявся в рейтингу до 2-го місця. Але глядачам не вдалося подивитись фінал до кінця, тому що трансляція матчу каналом BBC була перервана для екстреного репортажу про штурмі парашутно-десантними частинами особливого призначення Великої Британії Іранського посольства в Лондоні. 
У наступному сезоні (1980/1981) Кліффу вдалося виграти лише нерейтинговий турнір Pot Black Cup, однак, завдяки стабільній грі на рейтингових змаганнях, він став першим в офіційному рейтингу. У 1983-му Торбурн переміг на престижному Мастерс, а трохи раніше, у складі збірної Канади виграв командний Кубок світу. Але матчем сезону стала зустріч Кліффа з Террі Гріффітсом у 1/8-й чемпіонату світу, коли канадець зробив перший за всю історію Крусібла максимум. Причому по ходу брейка матч за сусіднім столом був зупинений, так як товариш Торбурна - Білл Вербенюк - хотів побачити завершення його серії. Зрештою, матч залишився за Торбурном, а потім він же втретє дійшов до фіналу чемпіонату. Однак цього разу Стів Девіс виявився на голову сильніше Кліффа, завершивши зустріч з рахунком 18:6. 
- Перший максимальний брейк на чемпіонатах світу у виконанні Кліффа Торбурна відео [Архівовано 1 листопада 2011 у Wayback Machine.]

У 1985 він виграв відразу три змагання: Мастерс, Scottish Masters і рейтинговий Goya Matchroom Trophy. На останньому з цих турнірів Кліфф переміг Джиммі Вайта, 12:10, хоча програвав 0:7 і 4:8. А у 1986 Кліфф став першим зі снукеристів, якому вдалося захистити титул чемпіона Мастерс - тоді він знову виграв у Вайта, 9:5. Крім того, в тому ж сезоні він зберіг собі трофей Scottish Masters, перемігши у фіналі Алекса Хіггінса з рахунком 9:8. 
Через три роки, на турнірі Matchroom League канадець вдруге за кар'єру зробив максимальну серію, ставши першим гравцем в історії, який зумів виконати більше одного максимуму. 
Останній раз Торбурн кваліфікувався на першість світу в 1994 році. Він вів у матчі 1/16-й 9:2 проти Найджела Бонда, однак у підсумку поступився, 9:10. Варто зауважити, що Бонд згодом став півфіналістом турніру. 
Кліфф закінчив професійну кар'єру в 1996 році, але все одно не залишив гру. Він досі продовжує брати участь у змаганнях, які проводяться в Канаді, і нещодавно відвідав Крусібл.

## Досягнення в кар'єрі
- Чемпіонат світу переможець - 1980
- Чемпіонат світу фіналіст - 1977, 1983
- Australian Masters - 1983
- Goya Matchroom Trophy чемпіон - 1985
- Scottish Masters чемпіон - 1985, 1986
- Masters чемпіон - 1983, 1985, 1986
- Pot Black Cup чемпіон - 1981
- World Cup (в складі канадської команди) чемпіон - 1982, 1990
- Canadian Open переможець - 1974, 1978, 1979, 1980
- Canadian Professional переможець - 1984, 1985, 1986, 1987